# María Jesús Vidaurre
María Jesús Vidaurre Schäffer (Santiago, 8 de mayo de 1996) más conocida como Tutú Vidaurre, es una modelo y actriz chilena que se dio a conocer en la telenovela Soltera otra vez.

## Biografía
María Vidaurre comenzó su carrera en 2014 como participante del Elite Model Look Chile. Más tarde, dejó las pasarelas y entró a estudiar teatro en la Academia de Fernando González.
En 2015 tuvo una pequeña participación en la telenovela Papá a la deriva de Mega. Tres años después logró un papel estable en la tercera temporada de Soltera otra vez de Canal 13. Interpretó a Isidora Ramírez, la hija adolescente de Marcial Tagle y Tamara Acosta.
Es una de las denunciantes en el caso por acoso, abuso sexual y violación en contra de Nicolás López.
En 2020 rodó la película de terror Apps, estrenada ese mismo año en el Festival de Sitges, el principal certamen de cine fantástico del mundo.
Desde el 25 de julio de 2021 es parte de MasterChef Celebrity de Canal 13.

## Carrera

### Telenovelas
| Año  | Telenovela       | Personaje         | Canal    |
| ---- | ---------------- | ----------------- | -------- |
| 2015 | Papá a la deriva | Antonia Balmaceda | Mega     |
| 2018 | Soltera otra vez | Isidora Ramírez   | Canal 13 |

### Series y unitarios
| Año  | Serie        | Personaje    | Canal    |
| ---- | ------------ | ------------ | -------- |
| 2019 | Divas        | Rosario      | Webserie |
| 2020 | Los Espookys | Niña de Ohio | HBO      |

### Cine
| Año  | Película | Director           |
| ---- | -------- | ------------------ |
| 2017 | Harem    | Leonardo Medel     |
| 2020 | Apps     | José Miguel Zúñiga |

### Otros
| Año  | Programa                           | Rol                          | Canal       |
| ---- | ---------------------------------- | ---------------------------- | ----------- |
| 2020 | MasterChef Celebrity 2.ª Temporada | Finalista                    | Canal 13    |
| 2022 | El discípulo del chef (temp. 4)    | Participante (6.ª Eliminada) | Chilevisión |